# Diszprózium-acetilacetonát
A diszprózium-acetilacetonát a diszprózium acetilacetonnal alkotott komplexe, képlete Dy(C5H7O2)3.